# Omar Menghi
Omar Menghi (Rimini, 18 ottobre 1975) è un pilota motociclistico italiano.
Anche suo fratello, Fabio Menghi, corre come pilota motociclistico professionista.

## Carriera
Ha iniziato la sua carriera motociclistica all'età di 17 anni disputando nel 1992 il campionato italiano Sport Production su una Cagiva Mito 125.
La sua carriera nel motociclismo internazionale si è svolta soprattutto nel campionato Europeo Velocità a cui ha preso parte dal 2004 al 2008, sempre nella classe 250.
Nella sua prima stagione, gareggiata in sella ad una Honda, si è piazzato al 33º posto; ha migliorato sino al 14º posto nel 2005.
Nel 2006 è passato alla guida di una Aprilia con cui si è piazzato al 12º posto nell'Europeo e ha avuto l'occasione di esordire nel motomondiale in occasione del GP d'Italia, terminato in 16ª posizione.
Nel 2007 con la stessa motocicletta ha ottenuto il 5º posto nell'europeo 
e ha partecipato a 2 gran premi della stagione 2007 del mondiale, senza ottenere punti per la classifica.
Nel 2008, sempre nel campionato europeo, è giunto al 4º posto finale.
Si è iscritto al campionato Italiano Velocità del 2010, correndo tre gare con una Kawasaki ZX-10R del team VFT Racing (squadra di proprietà della sua famiglia) nella categoria Superbike.

## Risultati nel motomondiale
| 2006 | Classe | Moto    |  |  |  |  |  |    |  |  |  |  |    |  |  |  |  |  |  |  | Punti | Pos. |
| ---- | ------ | ------- |  |  |  |  |  | -- |  |  |  |  | -- |  |  |  |  |  |  |  | ----- | ---- |
| 2006 | 250    | Aprilia |  |  |  |  |  | 16 |  |  |  |  | NE |  |  |  |  |  |  |  | 0     |      |

| 2007 | Classe | Moto    |  |  |  |  |  |     |  |  |  |  |    |  |    |  |  |  |  |  | Punti | Pos. |
| ---- | ------ | ------- |  |  |  |  |  | --- |  |  |  |  | -- |  | -- |  |  |  |  |  | ----- | ---- |
| 2007 | 250    | Aprilia |  |  |  |  |  | Rit |  |  |  |  | NE |  | 18 |  |  |  |  |  | 0     |      |

| Legenda | 1º posto        | 2º posto            | 3º posto            | A punti      | Senza punti        | Grassetto – Pole position Corsivo – Giro più veloce |
| Legenda | Gara non valida | Non qual./Non part. | Ritirato/Non class. | Squalificato | '-' Dato non disp. | Grassetto – Pole position Corsivo – Giro più veloce |